# Torneio de Montreux de 1932
O Torneio de Montreux de 1932  foi a 11ª edição do Torneio de Montreux..

## Resultados
|    | Equipe        | Pts | J | V | E | D | GM | GS | DG  |
| -- | ------------- | --- | - | - | - | - | -- | -- | --- |
| 1º | Herne Bay     | 14  | 8 | 6 | 2 | 0 | 47 | 18 | 29  |
| 2º | Estugarda RC  | 11  | 8 | 4 | 3 | 1 | 27 | 26 | 1   |
| 3º | HC Montreux   | 9   | 8 | 3 | 3 | 2 | 26 | 21 | 5   |
| 4º | Milan SHC     | 5   | 8 | 2 | 1 | 5 | 19 | 31 | -12 |
| 5º | Stade Bordéus | 1   | 8 | 0 | 1 | 7 | 18 | 41 | -23 |

|               | HER | EST | MON | MIL | BOR |
| ------------- | --- | --- | --- | --- | --- |
| Herne Bay     |     | 9-1 | 5-1 | 5-3 | 9-0 |
| Estugarda RC  | 2-2 |     | 4-2 | 3-3 | 5-3 |
| HC Montreux   | 4-4 | 4-4 |     | 4-0 | 3-3 |
| Milan SHC     | 4-7 | 0-4 | 0-3 |     | 4-3 |
| Stade Bordéus | 3-6 | 3-5 | 1-5 | 2-5 |     |